# Kamnje, Bohinj
Kamnje este o localitate din comuna Bohinj, Slovenia, cu o populație de 232 de locuitori.